# فلورنت موسلیجا
فلورنت موسلیجا (انگلیسی: Florent Muslija؛ زادهٔ ۶ ژوئیهٔ ۱۹۹۸) بازیکن فوتبال اهل کوزوو است.
از باشگاه‌هایی که در آن بازی کرده‌است می‌توان به باشگاه فوتبال کارلسروهه و باشگاه فوتبال هانوفر ۹۶ اشاره کرد.
وی همچنین در تیم‌های ملی فوتبال زیر ۲۰ سال آلمان و کوزوو بازی کرده‌است.